# يوهانس بادر
يوهانس بادر (بالألمانية: Johannes Baader)‏ (و. 1875 – 1956 م) هو مهندس معماري، وكاتب ألماني، ولد في شتوتغارت، توفي عن عمر يناهز 81 عاماً.